# Manchanabele, Chik Ballapur
Manchanabele là một làng thuộc tehsil Chik Ballapur, huyện Kolar, bang Karnataka, Ấn Độ.